# Sutura (medicína)

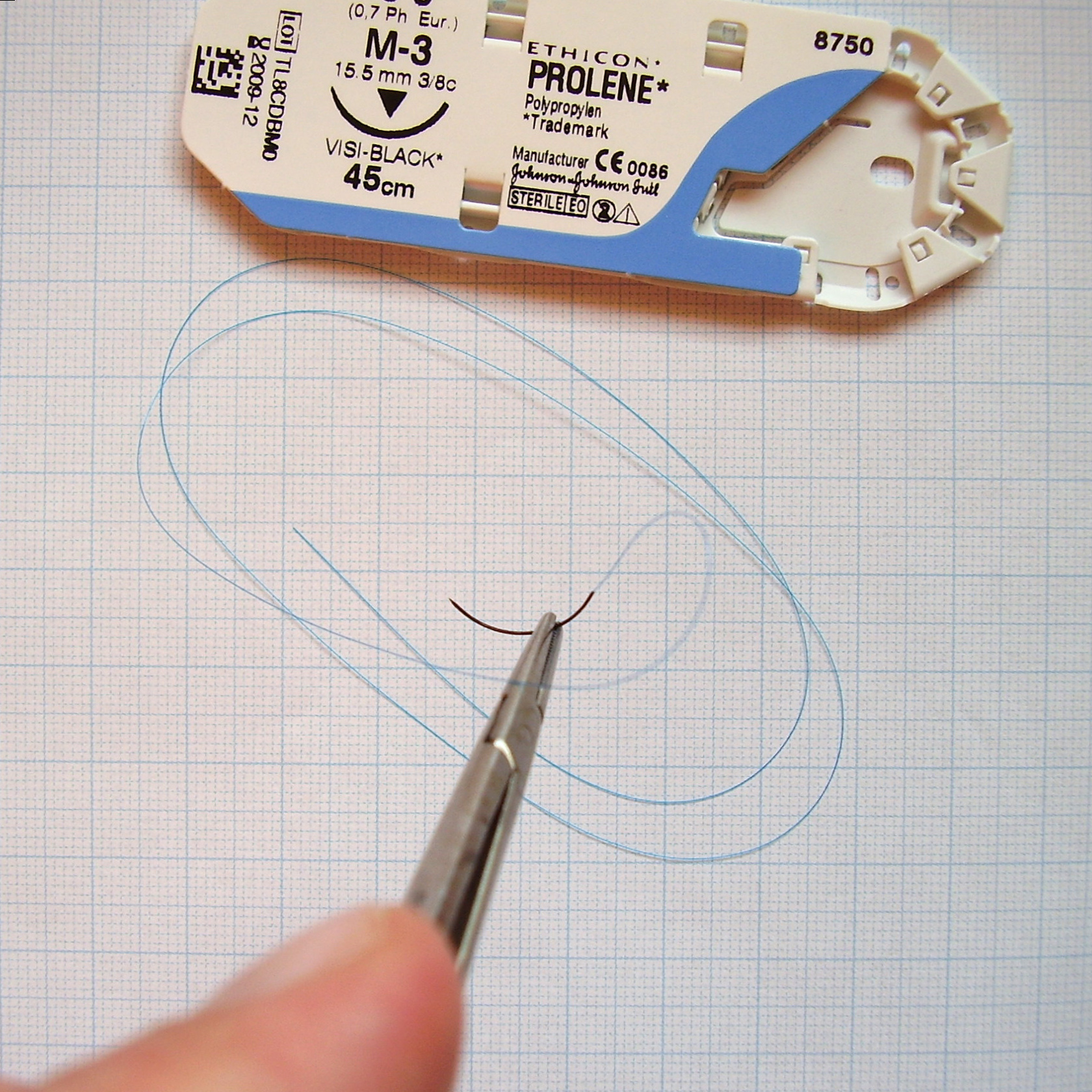
Jehla s šicím materiálem v jehelci. Originální balení je zobrazeno výše

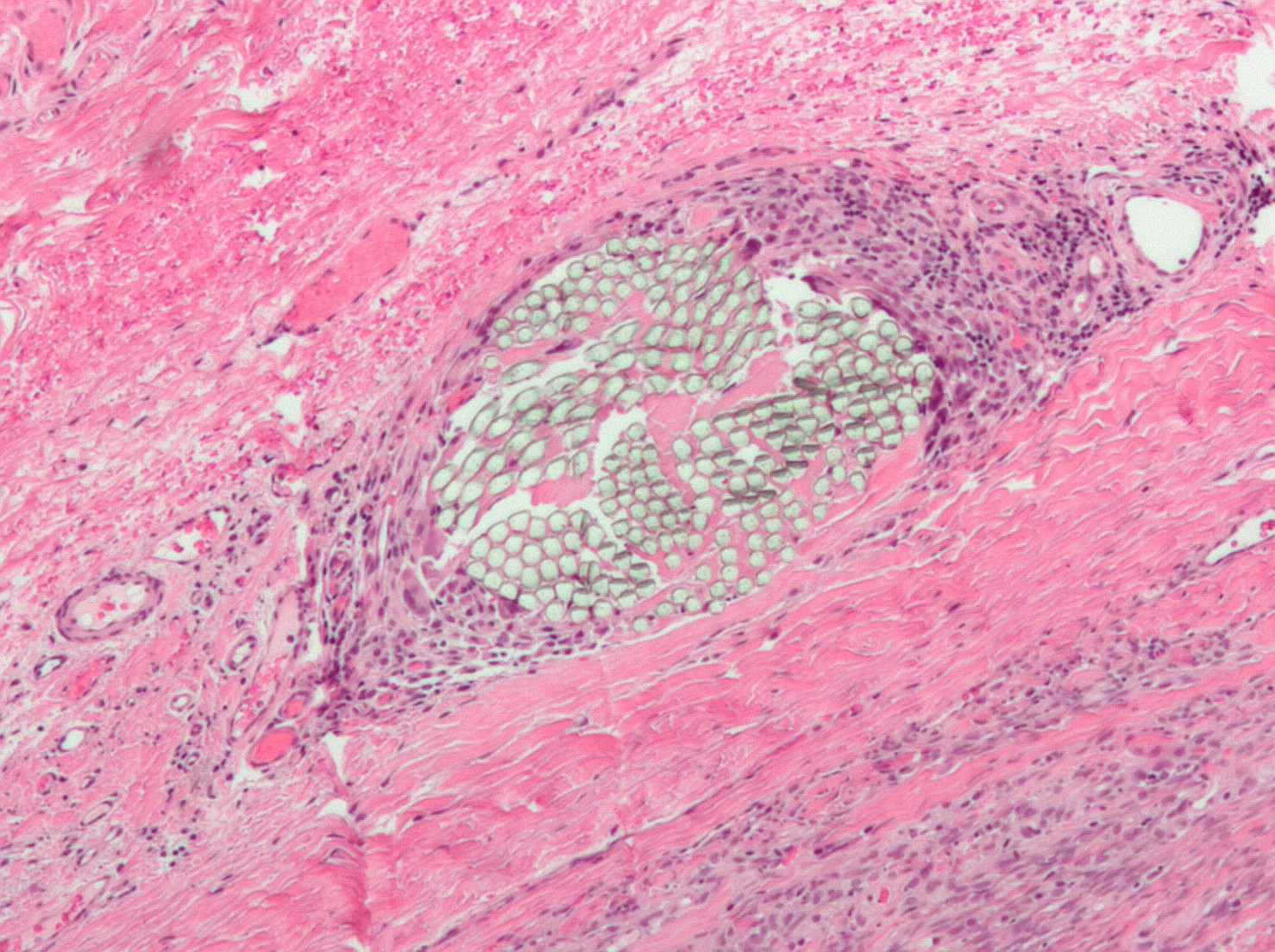
Mikrofotografie chirurgické sutury se shlukem makrofágů

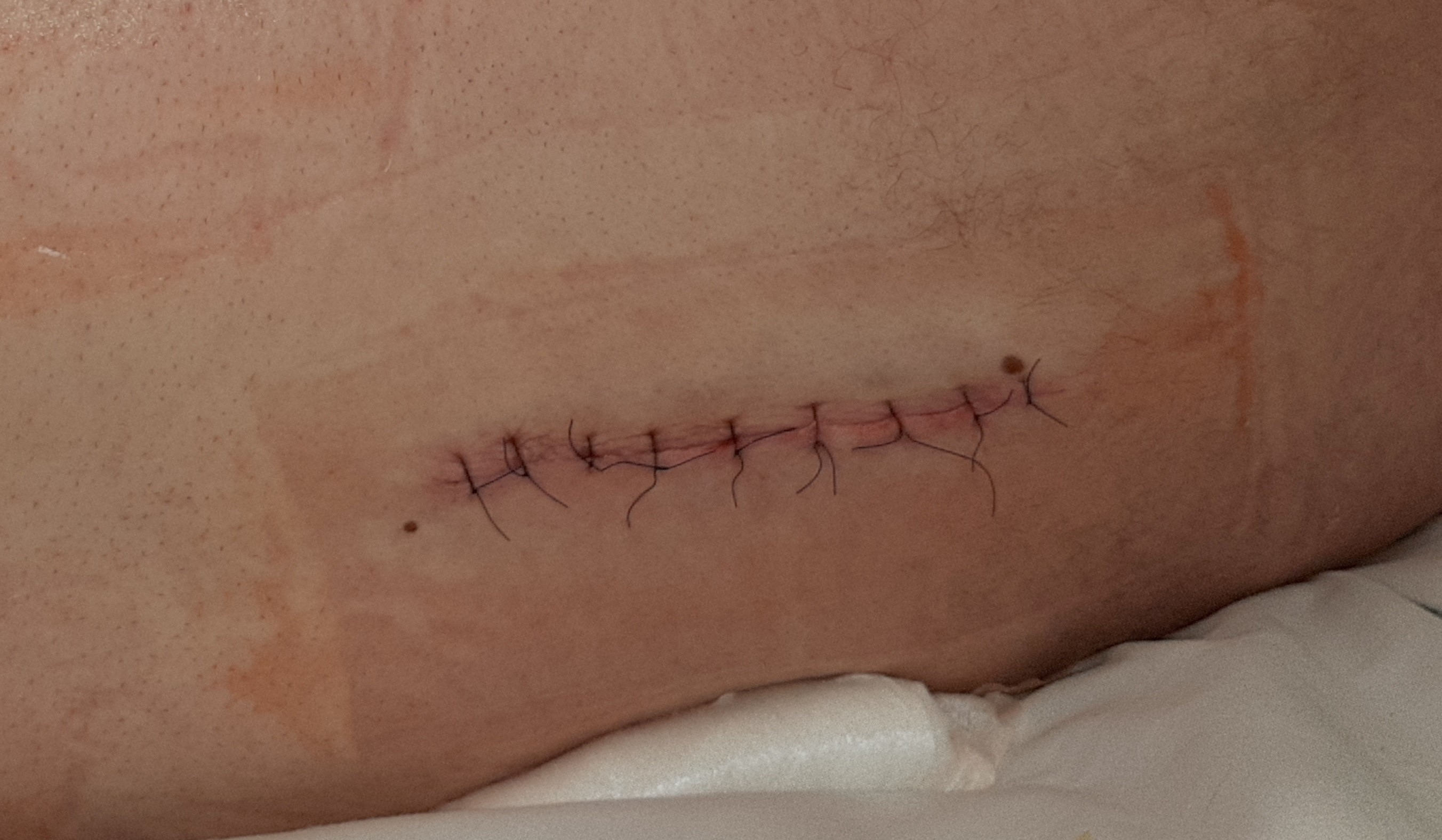
Stehy po operaci bederního obratle

Sutura (steh, sešití) je způsob, jak se v chirurgii spojuje kůže, vnitřní orgány, krevní cévy a jiné tkáně v těle po zranění nebo chirurgickém výkonu.
Použitý materiál musí být dostatečně pevný, aby se nepřetrhl, musí být netoxický, hypoalergenní (pro zamezení nepřátelské reakci těla) a ohebný (aby šel snadno utáhnout a zauzlovat). Navíc nesmí trpět kapilárním jevem, aby přes suturu nepronikaly do těla tekutiny z vnějšího prostředí, které by mohly způsobit infekci.
Prvním šicím materiálem byla ovčí střeva. Název catgut je stále používán pro vstřebatelná (tj. biologicky odbouratelná) vlákna, nyní již rovněž vyráběná uměle.
Vstřebatelná vlákna se postupně v tkáni rozkládají, nejprve se snižuje jejich pevnost v tahu a pak zcela zmizí. Nevstřebatelná vlákna se musí v době dostatečné pevnosti jizvy chirurgicky odstranit.